# Зимовійська
Зимовійська (рос. Зимовейская) — колишня козацька станиця Війська Донського. Сучасна станиця Пугачовська Волгоградської області Росії. Згідно з поширеною версією — батьківщина козацьких отаманів Степана Разіна і Омеляна Пугачева. Вперше згадується як містечко Зимовійко у списку донських козацьких містечок 1672 року. Розташовувалася на правому березі середньої течії річки Дон, в Зимовому луці. У джерелах, що пов'язані з повстанням Пугачова, називається «малоросійською станицею». Після придушення повстання 1777 року була перенесена на нове місце, двома кілометрами південніше, і перейменована у Потьомкінську. Після Жовтневого перевороту в Росії 1917 року була названа Пугачовською на честь козацького отамана. 1951 року, у зв'язку з побудовою Цимлянського водосховища, була перенесена на лівий берег Цимлянського моря.

## Географія
Розташовувалася на правому березі середньої течії річки Дону, у Зимовому луці. 

## Історія
Вперше згадується як містечко Зимовійко у списку донських козацьких містечок 1672 року. Аналізуючи на основі великої кількості документів історію виникнення донських козачих містечок в XVI - XVII століттях, Доктор історичних наук, професор Ростовського держуніверситету А. П. Пронштейн писав: «До числа новопосталих до 1672 р містечок відносяться Тішанскій, Перекопський, Ново-Григорівський, Старо-Григорівський, Нижній Чир, Кобилкін, Зимовійко... ».
Зимовійська називається «малоросійською станицею» в документах, пов'язаних із повстанням Пугачова, зокрема у висновку Оренбурзької таємної слідчої комісії 1774 року.

## Перше перейменування та перенесення
Після придушення повстання була перенесена на нове місце, двома кілометрами південніше, і перейменована у Потьомкінську, (на честь фаворита імператриці Катерини II князя Григорія Потьомкіна) будинок, у якому народився Пугачов, було спалено. Це був час, коли на Дону знищувалася будь-яка пам'ять про отамана.
Версія щодо походження з тої самої станиці ординського воєводи Степана Разіна наводить на роздуми щодо достовірності цих відомостей. Зокрема , відразу ж у декількох піснях XVII століття батьківщиною отамана є Черкаськ. Нібито історія про те, що Разін народився в Зимовійській станиці, була запущена німецьким істориком О.І Рігельманом в 70-х роках XVIII століття.

### Казус з «зимовійцем» Разіним
Намагаючись виправдати сурову розправу царського уряду над донською станицею, під час створення «Історії або повіствування про донських козаків» Рігельман, буцімто, придумав історію, що в Зимовійській народився також і інший «злодій і боговідступник», тому станиця була цілком справедливо покарана Катериною II. Він знав, користуючись джерелами, про участь С. Разіна у Зимовій станиці (донці називали «зимовими станицями» посольства, що відправлялися на всю зиму до Москви за отриманням платні для Війська Донського). Участь у такому посольстві шанувалася у донців за особливу честь, а його учасники носили почесне прізвисько «зимовієць». Одним з таких зимовійців і був Разін. Тож Ригельман знайшов привід для обґрунтування своєї версії, приписавши Степана Тимофійовича до уродженців станиці Зимовійської.
З іншого боку, станиця Зимовійська виникла лише у 1672 році, відомості про її існування до цього року цілком відсутні. Відповідно, Степан Разін, який народився близько 1630 р., походити зі станиці, яку було засновано лише у 1672 році, просто не міг.

## Друге перейменування та перенесення
Після Жовтневого перевороту в Росії 1917 року була названа Пугачовською на честь козацького отамана.
1951 року, у зв'язку з побудовою Цимлянського водосховища, була вдруге перенесена, тепер вже на лівий берег Цимлянського моря.